# Grup Forma 1

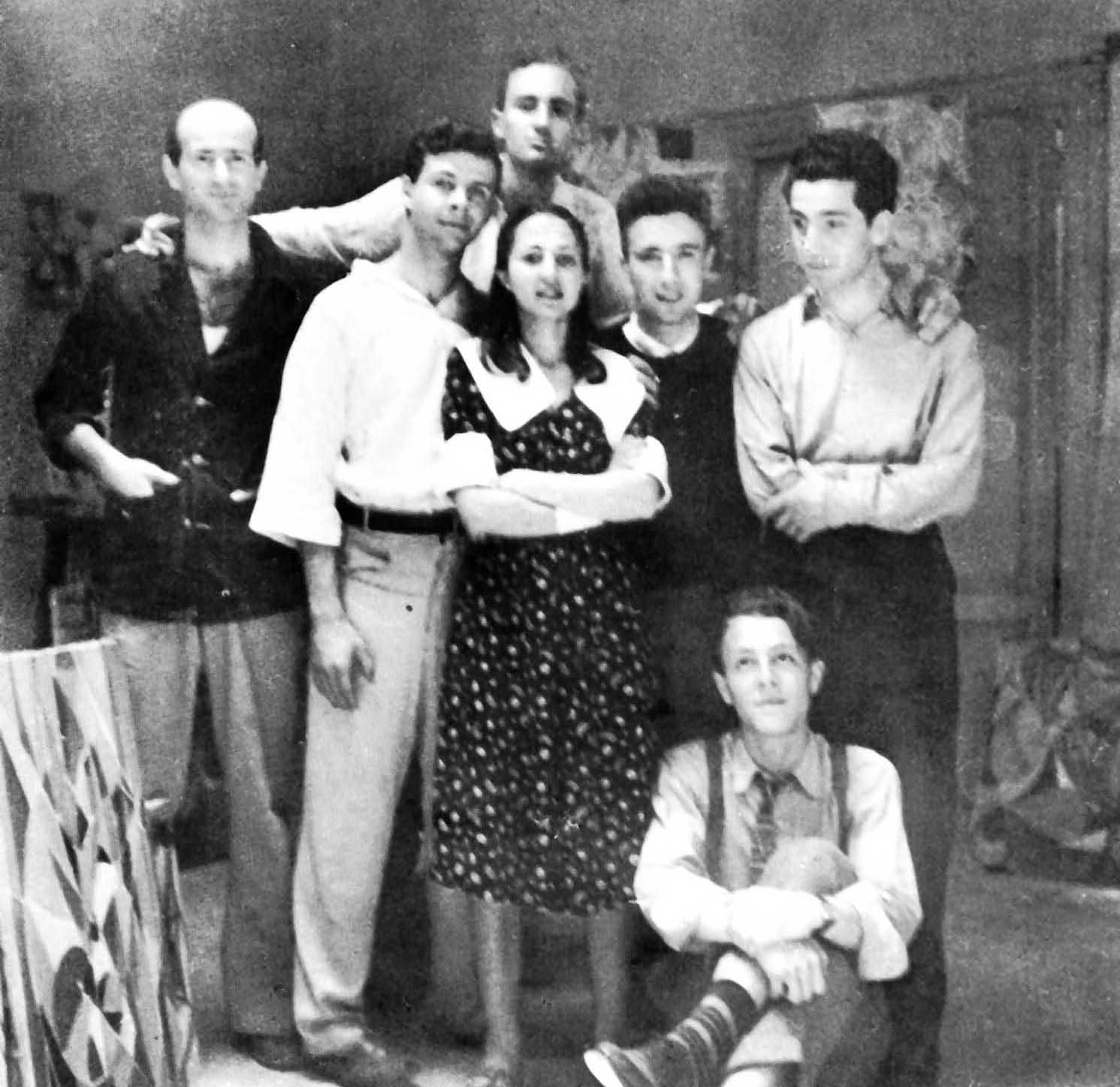
el Grup Forma 1

El terme Forma 1, neix del títol d'una revista "Forma", que només va treure un número el març del 1947, publicada a Roma, per iniciativa d'un grup d'artistes italians, que tenien afinitats en comú, a partir d'aquí van elaborar una "manifesto formalista".
Es tractava de Carla Accardi, Ugo Attardi, Pietro Consagra, Piero Dorazio, Mino Guerrini, Achille Perilli, Antonio Sanfilippo i Giulio Turcato.
Van ser anomenats en conjunt com a "Grup Forma 1", i es proclamaven "formalistes i marxistes, convençuts que els termes marxisme i formalisme no eren inconciliables", donant suport a un art estructurada però no realista, que dona importància a la forma i al signe com a significació bàsica essencial, eliminant en les seves obres cap pretensió simbolista o psicològica.
Forma 1 proposa una mediació entre els dos llenguatges oposats de l'art italià d'aquell període, art abstracte i realisme, amb un art basat en les intuïcions de l'artista representades de forma objectiva, que en converteixen en imatges concretes de forma-color, fora de cada abstracció formal.
Amb el temps cada artista del grup desenvoluparà un llenguatge personal, de l'abstracte alguns tornaran al figuratiu, mentre que el discurs abstracte serà representat sobretot per Carla Accardi, investigadora i experimentadora del gènere, segons una personal poesia lligada al signe-color amb divagacions materials i informals en una recerca encara no conclosa. El grup acabarà després per dissoldre's el 1951, però va marcar l'art contemporani italià del Novecento.
El grup va ser en contacte amb el grup florentí de l'Astrattismo classico.

## Exposicions
- 1947 - Primera exposició del grup és "Art jove italiana", la mostra a la Galeria Nacional de Praga, organitzada del Front nacional per la joventut.
- 1948 - Mostra Art abstracte a Itàlia a via Sicília, Roma.
- 1948 - "Art Avui", Palau Strozzi, exposició organitzada pels astrattisti fiorentini.
- 1949 - Turcato, Consagra i Perilli, a la galeria del Secolo.
- 1949 - Mostra de la col·lecció al jardí de Peggy Guggenheim a Venècia.[3]
- 1951 “Accardi i Sanfilippo”, Libreria Salt, Milà.